# Luigi Zappelli
Luigi Zappelli (Vignone, 1º gennaio 1886 – Losanna, 9 agosto 1948) è stato un politico italiano, membro dell'Assemblea Costituente e della Camera dei deputati per una Legislatura.

## Biografia
Luigi Zappelli nacque a Vignone e si trasferì prestissimo all'estero, prima in Francia e in seguito in Svizzera, a Losanna, nel 1899. Manifestò subito idee socialiste ed in quel periodo incontrò anche Benito Mussolini. Fu sindaco di Intra dal 1921 al 1922. In seguito, a Losanna, raggiunta una buona situazione economica, fu molto attivo nell'aiutare gli esuli italiani antifascisti. Collaborò con Pietro Nenni e altri e si spese per dare aiuto anche a personalità che avevano aderito al fascismo ma che poi se ne erano allontanate o che erano state oggetto di persecuzione, come ad esempio Renzo Ravenna.
Alla fine del conflitto fu sindaco di Verbania, nominato dal CLN nel 1945. In seguito venne eletto tra i membri della Costituente  nelle file del Partito Socialista Italiano e più tardi fu deputato, ma rimase in carica esattamente tre mesi, perché morì il 9 agosto 1948, a Losanna, all'età di 62 anni.